# História do transtorno de déficit de atenção e hiperatividade
A hiperatividade faz parte da condição humana há muito tempo, embora o comportamento hiperativo nem sempre tenha sido visto como problemático.
A terminologia utilizada para descrever os sintomas do transtorno do déficit de atenção com hiperatividade foi passando por várias mudanças ao longo da história, incluindo “lesão cerebral mínima”, “disfunção cerebral mínima”, “dificuldades de aprendizagem/comportamentais” e “hiperatividade”. Na segunda edição do DSM-II (1968), a condição foi denominada “Reação Hipercinética da Infância” (também chamada de Transtorno hipercinético). Foi apenas em 1980, com o DSM-III, que surgiu a designação “TDA (Transtorno de Déficit de Atenção) com ou sem hiperatividade”. Em 1987, esse rótulo foi refinado para “TDAH (Transtorno do Déficit de Atenção com Hiperatividade)” no DSM-III-R e manteve-se nas edições subsequentes, incluindo o atual DSM-5.

## Casos históricos
Muitas figuras históricas foram especuladas, posteriormente, como portadoras de TDAH. Alguns pesquisadores, como Matthew Smith, argumentam que, embora seja possível observar sintomas de hiperatividade nessas pessoas, é equivocado diagnosticá-las com TDAH, pois trata-se de um constructo moderno e a hiperatividade não era considerada transtorno na época. Segundo Smith, casos anteriores a 1957, quando o TDAH foi oficialmente descrito pela primeira vez, não devem ser classificados como TDAH. Entre os teorizados estão Thomas Edison, Oliver Cromwell, Lord Byron, Albert Einstein e Wolfgang Amadeus Mozart.
Há possíveis casos de TDAH mencionados na Bíblia, como São Pedro, Esaú, Sansão e Rei Saul. O Deuteronômio também afirma que crianças teimosas e indisciplinadas devem ser apedrejadas (Deuteronômio 21:18–21).
Existem ainda descrições sugestivas de TDAH em obras artísticas. Um exemplo literário seria o conto “O Pietrzinho Inquieto” (Zappel-Philipp) do livro Peter Sujo, Peter Palha de Heinrich Hoffmann, assim como o conto “Johnny atira-olhares-no-ar”. Hoffmann fundou o primeiro Hospital psiquiátrico em Frankfurt e fez carreira como psiquiatra. Exemplos de peças com personagens possivelmente hiperativos são Henrique VIII, de William Shakespeare, e Fausto, de Johann Wolfgang von Goethe, no qual se destaca o personagem Euphorion. A pintura “A Escola da Vila” de Jan Steen também é apontada como retrato possível de crianças com TDAH, embora haja hipótese de exagero do comportamento infantil normal.

## Século XVIII
Vários escritores desse período descreveram padrões de comportamento semelhantes aos atuais critérios de TDAH. Entre eles destacam-se Benjamin Rush, Charles West, Heinrich Neumann, Désiré-Magloire Bourneville, Thomas Clifford Allbutt e Thomas Smith Clouston.

### Melchior Adam Weikard
Em 1775, o médico alemão Melchior Adam Weikard publicou o livro didático Der Philosophische Arzt, contendo talvez a primeira descrição de comportamentos análogos aos do TDAH na literatura médica. Weikard descreveu vários sintomas atualmente associados à dimensão desatenta do TDAH. Segundo tradução de Barkley e Peters:
Uma pessoa desatenta não nota nada, mas é superficial em tudo. Estuda os assuntos apenas por cima; seus julgamentos são equivocados e ela subestima o valor das coisas porque não dedica tempo e paciência suficientes para analisá-las com precisão. Essas pessoas ouvem apenas metade de tudo; memorizam ou se informam só pela metade ou de modo desorganizado. Segundo um provérbio, sabem um pouco de tudo e nada do todo… São geralmente imprudentes, muitas vezes cheias de ideias impulsivas, mas também extremamente inconstantes na execução. Tratam tudo de forma leviana, pois não têm atenção suficiente para sentir constrangimento ou desvantagens.
O tratamento proposto por Weikard consistia em:
Separar a pessoa desatenta do barulho ou de qualquer outro objeto; mantê-la solitária, no escuro, quando estiver muito agitada. As fibras demasiado ágeis devem ser fixadas por meio de massagens, banhos frios, pó de aço, quina, águas minerais, cavalgadas e exercícios ginásticos.

### Sir Alexander Crichton
O médico escocês Sir Alexander Crichton descreveu, em 1798, um quadro mental muito semelhante ao subtipo desatento do TDAH no livro An Inquiry Into the Nature and Origin of Mental Derangement. Mais detalhado que Weikard, Crichton afirmou:
A incapacidade de manter, com o grau necessário de constância, a atenção em um único objeto quase sempre decorre de uma sensibilidade nervosa anormal ou mórbida, que faz essa faculdade ser incessantemente desviada de uma impressão para outra. Pode ser congênita ou adquirida por doenças acidentais. Quando inata, torna-se evidente ainda na infância e prejudica o aprendizado, mas tende a diminuir com a idade.
Crichton observou ainda:
Nesta “doença da atenção”, se é que se pode chamá-la assim, toda impressão parece agitar a pessoa e causar inquietação mental. Pessoas andando de um lado para o outro, ruídos fracos, o movimento de uma mesa, o bater repentino de uma porta, calor ou frio excessivos, luz em demasia ou insuficiente — tudo destrói a atenção constante nesses pacientes, pois qualquer estímulo os distrai.
Ele notou que esses indivíduos diziam ter “os nervos em frangalhos” e definia medidas pedagógicas específicas, ressaltando que a disciplina tradicional mostrava-se ineficaz.

## Século XX

### Sir George Frederic Still
Em março de 1902, Sir George Frederic Still (1868–1941), considerado o pai da pediatria britânica, proferiu no Royal College of Physicians em Londres as Goulstonian Lectures sobre “algumas condições psíquicas anormais em crianças”, publicadas no mesmo ano em The Lancet.
Ele descreveu 43 crianças com sérios problemas de atenção sustentada e autorregulação, muitas vezes agressivas, desafiadoras, excessivamente emocionais, sem inibição comportamental e incapazes de aprender com as consequências de seus atos, apesar de intelecto normal. Escreveu: “Gostaria de salientar que uma característica notável em muitos desses casos de defeito moral sem comprometimento geral do intelecto é a incapacidade totalmente anormal para atenção sustentada.”
Still propôs predisposição biológica provavelmente hereditária em alguns casos e oriunda de lesão pré- ou pós-natal em outros. Embora sua visão tenha sido pouco aceita na época, historiadores consideram suas aulas o primeiro relato clínico de TDAH combinado.

### Epidemia de encefalite (1917–1918)
Em 1916, A. F. Tredgold descreveu sintomas psiquiátricos sob o rótulo “lesão cerebral mínima”, dividindo-os em primários (hereditários) e secundários (adquiridos).:5 Durante a epidemia de encefalite letárgica (1917–1918) e a pandemia de gripe espanhola (1919–1920), cerca de um terço das crianças acometidas apresentou alterações de personalidade, agitação, sono irregular, instabilidade motora, irritabilidade, crises de choro e explosões de raiva, incluindo impulsividade e imprevisibilidade — o que Constantin von Economo chamou de “insanidade moral”. Essa experiência levou pediatras norte-americanos a atribuir distúrbios mentais a causas orgânicas, e descobriu-se, na década de 1930, o efeito benéfico de estimulantes para esses sintomas.
O conjunto sintomático acabou chamado “síndrome da criança lesionada”, depois “lesão cerebral mínima” e, em seguida, “disfunção cerebral mínima”.
Em 1947, Strauss e Lehtinen reclassificaram a síndrome como “endógena” e “exógena” (equivalente ao quadro secundário), incluindo alterações motoras, hiperatividade e hipoatividade. Nos anos 1930, Kramer e Pollnow descreveram o “transtorno hipercinético”, muito semelhante à descrição de Economo, com sintomatologia intensa e recuperação frequente associada a crises epilépticas — termo que entrou na classificação internacional de doenças da Organização Mundial da Saúde.

### Charles Bradley
Em 1937, o psiquiatra Charles Bradley estudou crianças hiperativas no Emma Pendleton Bradley Home em East Providence, Rhode Island. Utilizando pneumoencefalogramas, os pacientes sofreram fortes dores de cabeça, e Bradley administrou benzedrina para estimulá-los; o analgésico falhou, mas aprimorou significativamente o desempenho escolar de muitos. Ele sistematizou ensaios em 30 crianças, das quais metade apresentou melhora, e teorizou que os estimulantes aumentavam a capacidade de inibição do sistema nervoso central, antecipando o tratamento moderno do TDAH.

### Corrida à Lua (1957–1967)
Em 4 de outubro de 1957, a União Soviética lançou o satélite Sputnik 1, dando início à corrida espacial e provocando choque nos Estados Unidos. Surgiu a reforma educacional de 1958, o National Defense Education Act (NDEA), que endureceu o ensino. Maurice Laufer e Eric Denhoff, no Emma Pendleton Bradley Home, identificaram a hiperatividade em crianças sem lesão cerebral, substituindo “lesão mínima” por “disfunção cerebral mínima”. Em 1963, após o assassinato de John F. Kennedy, a saúde mental infantil tornou-se pauta do Congresso dos EUA, e o uso de metilfenidato (Ritalina) em crianças foi aprovado em 1962, gerando debate e forte campanha de marketing pela Ciba.

### Terminologia no DSM
| Anos                | Designação                                                                      | Manual                   |
| ------------------- | ------------------------------------------------------------------------------- | ------------------------ |
| 1968 a 1980         | Reação hipercinética da infância (Transtorno hipercinético)                     | DSM-II                   |
| 1980 a 1987         | Transtorno de déficit de atenção com ou sem hiperatividade                      | DSM-III                  |
| 1987 a 1994         | Transtorno do déficit de atenção com hiperatividade                             | DSM-III-R                |
| 1994 até o presente | TDAH com apresentação predominantemente desatenta (sem hiperatividade) [TDAH-I] | DSM-IV, DSM-IV-TR, DSM-5 |
| 1994 até o presente | TDAH com apresentação predominantemente hiperativa [TDAH-II]                    | DSM-IV, DSM-IV-TR, DSM-5 |
| 1994 até o presente | TDAH com apresentação combinada (hiperatividade e desatenção) [TDAH-III]        | DSM-IV, DSM-IV-TR, DSM-5 |

A definição clínica de “TDAH” data do meio do século XX, mas o transtorno foi conhecido por diversos nomes, alguns se tornando inadequados à medida que se constatou sua ocorrência em crianças sem dano cerebral.

## Expansão do diagnóstico de TDAH em adultos
Na década de 1970, pesquisas americanas passaram a acompanhar crianças diagnosticadas com TDAH, e, nos anos 1980, foram publicadas evidências de que os sintomas persistiam na vida adulta. Houve controvérsia sobre continuidade vs. diagnóstico de início adulto, com relatos de Weiss (66 %) e Gittelman et al. (31 %) de manutenção dos sintomas. Nos anos 1990, obras de Kelly & Ramundo e de Hallowell & Ratey popularizaram a autoidentificação e o modelo social da deficiência.

## Fatores ambientais
Entre os fatores apontados para o aumento do número de casos de TDAH estão a popularização de comida processada e aditivos alimentares, tema trazido por Ben Feingold em 1974 em Why Your Child is Hyperactive, embora o primeiro vínculo documentado entre hiperatividade e alergias date de 1922. Debate semelhante envolve a urbanização e a “síndrome do déficit de natureza” proposta por Richard Louv, com relatório de 2012 do UK National Trust indicando redução de sintomas em crianças com acesso à natureza. Também se especula sobre o declínio do castigo corporal desde a década de 1960, com hiperativos supostamente melhor condicionados sob punições físicas.